# Хорн, Зигберт
Зигберт Хорн (11 мая 1950 года, Хартмансдорф, близ Шёневальде, земля Бранденбург, ГДР — 9 августа 2016 года, Эльстерверда, земля Бранденбург, Германия) — восточногерманский спортсмен слалом каноист. Принимал участие в соревнованиях по гребле на байдарках и каноэ в 1970-х годах.

## Спортивные достижения
В 1967 и 1968 гг. становился чемпионом ГДР среди юниоров. В 1969 и 1971 гг. побеждал в национальном первенстве на каноэ-одиночке. В 1971 году Хорн выиграл индивидуальные соревнования на чемпионате мира в Мерано, с командой он занял второе место.
Завоевал золотую медаль в дисциплине К-1 на летних Олимпийских играх 1972 в Мюнхене.
Также завоевывал медали на чемпионатах мира по гребному слалому, организованных Международной федерацией каноэ, включая три золотые медали (дисциплина К-1: 1971, 1975; К-1 команда: 1973), две серебряные медали (К-1: 1973; К-1 команда: 1971) и бронзовые медали (К-1 команда: 1975).
Оставив спорт, работал преподавателем физкультуры в Лейпцигском университете, потом физиотерапевтом в городе Эльстерверда, Германия.
Был женат вторым браком, в котором имел трех детей, также имел двух взрослых детей от первого брака.

## Награды
- Орден «За заслуги перед Отечеством» (ГДР), бронза (1971)
- Орден «За заслуги перед Отечеством» (ГДР), серебро (1972)